# 西端勝樹
西端 勝樹（にしばた かつき、1963年〈昭和38年〉4月19日 - ）は、日本の政治家。大阪府守口市長（3期）、守口市議会議員（2期）、大阪維新の会顧問を務めた。

## 来歴
大阪府守口市出身。大阪産業大学附属高等学校卒業。
2007年4月の守口市議会議員選挙に初当選した。
2011年4月、市議選に再選。同年7月8日、守口市長の西口勇が健康上の理由により退任（同月26日に死去）。西端は7月27日に市議を辞職し、8月7日に行われた市長選挙に大阪維新の会の推薦を受けて立候補した。民主党・自由民主党・公明党・日本共産党・社会民主党の市議らが支援した無所属で新人の前市教育長の藤川博史を破り初当選した。大阪維新の会は11月に実施される大阪府知事選と大阪市長選に候補を出す方針で、事実上の前哨戦として注目されていた 。
※当日有権者数：120,135人 最終投票率：39.54%（前回比：+1.44pts）
| 候補者名 | 年齢 | 所属党派 | 新旧別 | 得票数   | 得票率 | 推薦・支持                                                 |
| -------- | ---- | -------- | ------ | -------- | ------ | ---------------------------------------------------------- |
| 西端勝樹 | 48   | 無所属   | 新     | 25,183票 | 54.78% | （推薦）大阪維新の会                                       |
| 藤川博史 | 59   | 無所属   | 新     | 20,797票 | 45.23% | （支持）民主党・自由民主党・公明党・日本共産党・社会民主党 |

2015年、再選。
※当日有権者数：117,522人 最終投票率：30.16%（前回比：-9.38pts）
| 候補者名 | 年齢 | 所属党派 | 新旧別 | 得票数   | 得票率 | 推薦・支持           |
| -------- | ---- | -------- | ------ | -------- | ------ | -------------------- |
| 西端勝樹 | 52   | 無所属   | 現     | 23,294票 | 67.39% | （推薦）大阪維新の会 |
| 茶畑保夫 | 67   | 無所属   | 新     | 11,269票 | 32.60% | （支持）日本共産党   |

2019年、7月21日に参院選との同日選となった守口市長選挙で3選を果たした。
※当日有権者数：120,263人 最終投票率：48.46%（前回比：+18.30pts）
| 候補者名 | 年齢 | 所属党派   | 新旧別 | 得票数   | 得票率 | 推薦・支持           |
| -------- | ---- | ---------- | ------ | -------- | ------ | -------------------- |
| 西端勝樹 | 56   | 無所属     | 現     | 38,171票 | 69.10% | （推薦）大阪維新の会 |
| 真崎求   | 68   | 日本共産党 | 新     | 17,067票 | 38.89% |                      |

2023年1月11日、記者会見を行い、同年7月に行われる見通しだった守口市長選挙に立候補しないと表明した。4月23日投開票の第20回統一地方選挙と同じ日程で選挙を行うため、4月1日付で辞職した。

## 市政
- 2020年5月20日、新型コロナウイルス対策の財源に充てるため、自身の6月から2021年（令和3年）3月までの月額給与を50％減額する条例案を市議会臨時会に提出。副市長、教育長、水道事業管理者については20％減額する[7]。同日、同条例案は可決された[8]。
- 2020年5月7日、西端は大阪維新の会に所属する守口市議4人が新型コロナウイルスに対応する複数の市職員に行政事務妨害など不適切な活動をしたと主張し、百条委員会設置と議員の処分を申し立て、21日の市議会で設置が可決された。維新に所属する市長が維新市議の処分を主張するという事態に対し西端は「緊急対応で職員が疲弊する中、糾弾的な態度を取るなど節度を超えている」と説明した[9]。

## 不祥事
自身が取締役、妻が社長を務める守口市の不動産会社「西端地所」で宅地建物取引業法に違反する営業を行っていた。2017年から2018年の間に計3回、契約の際に行う「重要事項説明」を宅建士ではない市長本人が行っていたほか、会社が設立された2003年以降では同様に資格を持たない妻が説明を行っていた。また、15年間宅建士を常勤させておらず、大阪府は市長が知人の宅建士から名義だけを借りて意図的に違法行為を続けていた可能性もあると見て、行政処分も視野に調査を検討した。